# Descriptio Iconibus Illustrata Plantarum Novarum...Flora Hispanica
Descriptio Iconibus Illustrata Plantarum Novarum...Flora Hispanica (abreviado Descr. Icon. Pl. Nov.) es un libro con ilustraciones y descripciones botánicas que fue escrito por el botánico, pteridólogo, micólogo, briólogo y algólogo danés Johan Martin Christian Lange y publicado en el año 1864. Este libro contiene ilustraciones de 35 plantas españolas que fueron recolectadas durante ese viaje.